# Geneickener Straße 75 (Mönchengladbach)

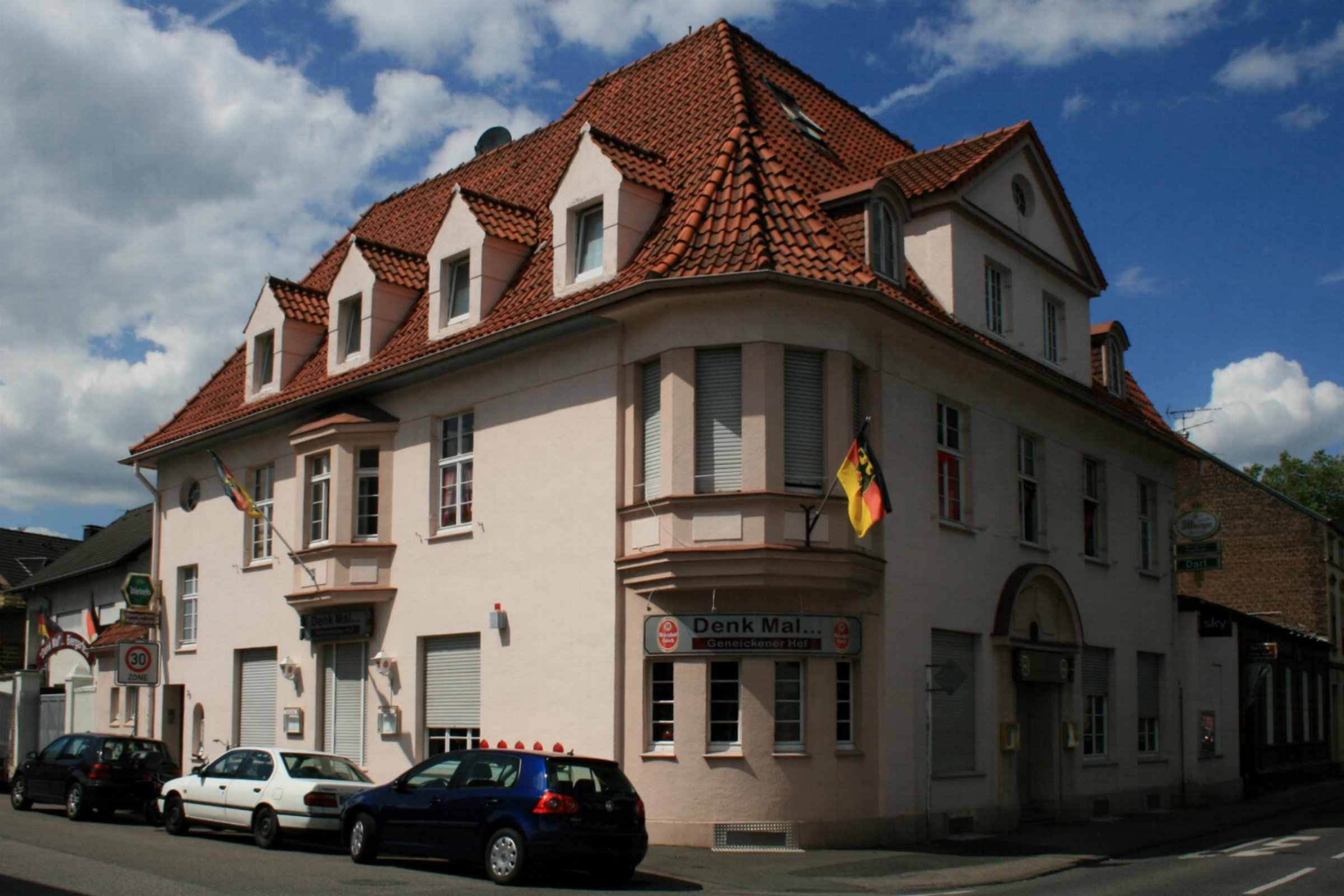
Wohngeschäftshaus (2010)

Das Wohngeschäftshaus Geneickener Straße 75 steht im Stadtteil Bonnenbroich-Geneicken in Mönchengladbach (Nordrhein-Westfalen).
Das Gebäude wurde 1920 erbaut. Es ist unter Nr. G 003 am 4. Dezember 1984 in die Denkmalliste der Stadt Mönchengladbach eingetragen worden.

## Architektur
Das Objekt ist ein zweigeschossiges Wohn-/Geschäftsgebäude mit Restaurant im Erdgeschoss aus dem Jahre 1920. Das Dach des Eckgebäudes hat die Form eines Walmdaches sowohl zur Geneickener- als auch zur Beckerstraße hin.